# 艾米利亚巴西利卡
41°53′33″N 12°29′10″E / 41.892554°N 12.48623°E
艾米利亚巴西利卡（Basilica Aemilia）是意大利罗马市古罗马广场上的一座巴西利卡，今天只能看到地基和一些残存的构件。这座巴西利卡原有两层各16个拱门，通过三个出入口，长100米，宽30米。

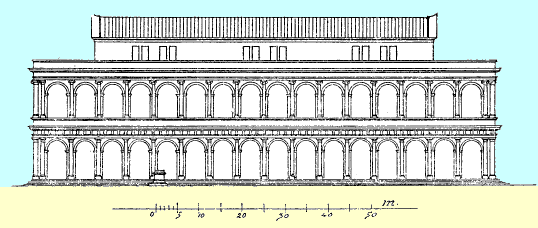
艾米利亚巴西利卡正面复原图

艾米利亚巴西利卡的遗迹在文艺复兴时期仍可见到，后来用于建造吉劳德-Torlonia宫（也不复存在）。